# Selma Blair
Pour les articles homonymes, voir Blair.
Selma Blair est une actrice américaine, née le 23 juin 1972 à Southfield (Michigan).
Si elle tourne aussi dans des séries télévisées, elle est surtout connue pour ses rôles au cinéma dans la comédie dramatique Sexe Intentions (1999) et la comédie potache Allumeuses ! (2002), deux longs-métrages réalisés par Roger Kumble. 
Par la suite, elle tient le premier rôle féminin des deux blockbusters Hellboy (2004) et Hellboy 2 : Les Légions d'or maudites (2008), tous deux adaptés de l'œuvre de Mike Mignola par Guillermo del Toro.

## Biographie

### Jeunesse et formation
Fille de Molly Ann, une juge, et d'Elliot Beitner, Selma Blair Beitner est la benjamine de quatre sœurs. De confession juive, elle fréquente d'abord une école religieuse à Farmington Hills dans le Michigan, puis obtient en 1994 sa licence en arts et en anglais à l'université du Michigan.
Par la suite, Selma Blair s'oriente vers une carrière de photographe professionnelle. Elle se rend à New York et ne tarde pas à s'inscrire au Conservatoire Stella Adler, où un agent la découvre et lui fait signer son premier contrat publicitaire. 

### Débuts et percée (années 1990)
Elle fait ses débuts dans des courts-métrages, fait la voix de l'amie de Sarah Michelle Gellar au téléphone dans le film Scream 2 (sans être créditée au générique) et auditionne même pour le rôle de Buffy pour la série Buffy contre les vampires. 
Elle apparaît pour la première fois à la télévision en 1995, dans des séries télévisées, puis au cinéma en 1997 où elle enchaine les petits rôles, comme dans la comédie In and Out, avec Kevin Kline dans le rôle principal (1997) ou dans la comédie Big Party (1998), portée par Jennifer Love Hewitt.
L'année 1999 la révèle au grand public : à la télévision, elle tient le rôle principal de la nouvelle sitcom Zoé, Duncan, Jack et Jane, dans laquelle elle campe la farfelue Zoe Bean, aux côtés notamment de Michael Rosenbaum. Sur le grand écran, elle surprend en incarnant une étudiante américaine naïve et cruche manipulée par Sarah Michelle Gellar et Ryan Phillippe dans la comédie dramatique Sexe Intentions (1999) de Roger Kumble. Son personnage, inspiré de Cécile de Volanges dans le roman Les Liaisons dangereuses, devient vite célèbre, en particulier lors de la scène du baiser avec Sarah Michelle Gellar.

### Progression au cinéma (années 2000)
Si en 2000, Zoé, Duncan, Jack et Jane se conclut au bout de seulement deux saisons, faute d'audiences, la jeune actrice se concentre sur le cinéma : elle tient un second rôle, celui d'une actrice de film X, dans la comédie romantique pour adolescents In Love, portée par Freddie Prinze Jr. et Julia Stiles, puis partage l'affiche du thriller Kill Me Later avec  Max Beesley, qui sort cependant directement en vidéo.
C'est bien dans l'humour qu'elle va réussir à s'imposer : toujours en 2001, elle joue une étudiante coincée et cynique dans La Revanche d'une blonde, avec son amie Reese Witherspoon dans le rôle-titre. Puis en 2002, si le thriller indépendant Highway, où elle seconde Jared Leto et Jake Gyllenhaal, passe inaperçu, elle connait un joli succès commercial en partageant l'affiche de la comédie potache Allumeuses ! avec Cameron Diaz et Christina Applegate. Parallèlement, elle fait une apparition dans la neuvième saison de la sitcom à succès Friends.
Les deux années suivantes la voient passer à des projets plus exposés : en 2003, elle forme, avec Jason Lee et Julia Stiles, le trio central de la comédie Ivresse et Conséquences ; puis en 2004, elle tient surtout le premier rôle féminin du blockbuster de superhéros Hellboy, adaptation cinématographique du comic par Guillermo del Toro, avec Ron Perlman dans le rôle-titre. Blair y incarne la pyrokinésiste Liz Sherman. Le film remporte un beau succès critique et commercial au box-office. 
Par la suite, elle enchaine cependant des projets moins remarqués, alors qu'elle tente de se diversifier : la comédie dramatique En bonne compagnie, portée par Topher Grace et Scarlett Johansson ; puis des projets plus confidentiels : la comédie potache indépendante A Dirty Shame (2004) ; le thriller fantastique The Fog (2005), avec Tom Welling ; le drame Pretty Persuasion (2005) avec Evan Rachel Wood, Jane Krakowski et James Woods ; le film policier The Deal (2005), avec Christian Slater ; le drame Purple Violets (2006), aux côtés de Patrick Wilson et Debra Messing, ou encore la comédie dramatique chorale The Feast of Love, avec Morgan Freeman, Greg Kinnear et Radha Mitchell.

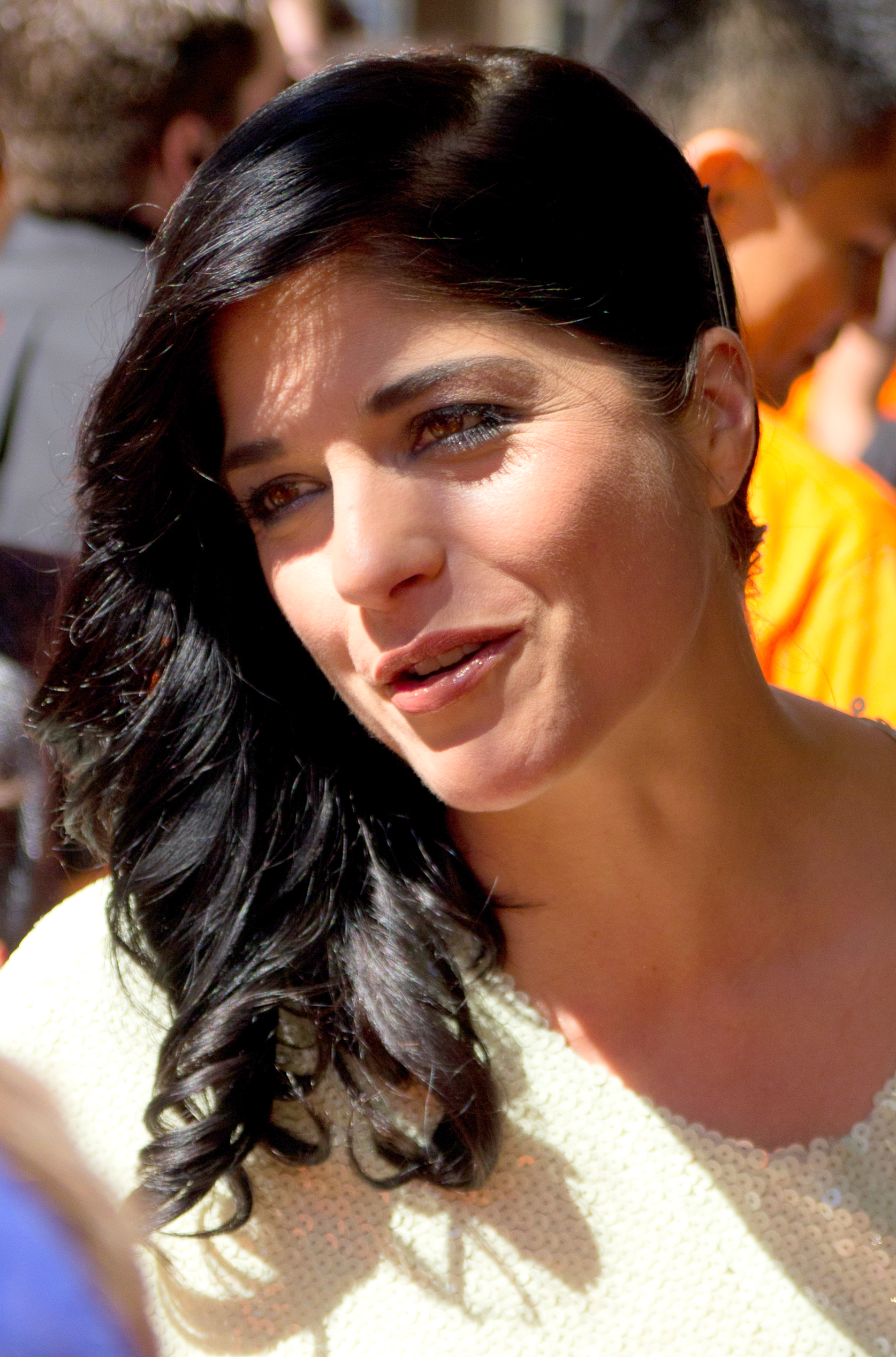
L'actrice à la première de Dark Horse, au TIFF 2011.

En 2008, l'actrice n'a pas de chance puisque la suite Hellboy 2 : Les Légions d'or maudites déçoit commercialement, malgré d'excellentes critiques. La même année, l'actrice entame donc un retour à la télévision, en partageant l'affiche de la sitcom Kath et Kim avec Molly Shannon, où elle incarne une jeune bimbo superficielle. La série est cependant arrêtée au bout d'une seule saison. Elle rebondit aussitôt avec un second rôle dans une autre sitcom, Web Therapy, portée par Lisa Kudrow. Mais elle retourne surtout à des projets de cinéma indépendants. Elle joue notamment dans Dark Horse, comédie noire écrite et réalisée par Todd Solondz.

### Retour à la télévision (années 2010)
Finalement, en 2012, elle accepte le rôle principal féminin de la sitcom Anger Management, face au controversé Charlie Sheen. Mais elle ne joue son personnage de psychologue fréquentant le héros incarné par Sheen que durant la première moitié de la série. 
Elle quitte en effet le programme en 2014, à la suite d'une dispute avec la star. Elle est remplacée par un nouveau personnage joué par Laura Bell Bundy. Blair tourne alors un épisode pilote de sitcom avec Sarah Chalke et Jay Chandrasekhar mais le projet n'est pas commandé. 
En 2016, elle apparait dans trois épisodes de la première saison de la série dramatique American Crime Story : The People v. O.J. Simpson, où elle incarne la future femme d'affaires Kris Jenner. Elle joue aussi dans quelques films indépendants, avant d'apparaître en 2018 dans un épisode de la série de science-fiction Perdus dans l'espace. La même année, elle participe à quatre épisodes de la série télévisée Heathers.
En août 2018, elle déclare que l'annulation d'un Hellboy III réalisé par Guillermo del Toro, au profit d'un reboot de la franchise décidé par le studio Lionsgate, lui brise le cœur.
En 2022, elle participe à la 31e saison de la version américaine de la compétition de danse télévisée Dancing with the stars. Cependant, elle est contrainte d'arrêter pour des raisons médicales et annonce son départ le 17 octobre 2022.
Elle est restée très amie avec Sarah Michelle Gellar, Reese Witherspoon et Julia Stiles, avec qui elle a partagé l'affiche deux fois.
En 2001, elle se fiance avec le comédien Jason Schwartzman.
Elle se marie le 24 janvier 2004 avec le comédien Ahmet Zappa, avant d’entamer une procédure de divorce en 2006.
Elle a eu avec Jason Bleick un garçon nommé Arthur né le 25 juillet 2011.
Selma Blair est atteinte de sclérose en plaques et de dysphonie spasmodique.

## Filmographie

### Cinéma
- 1997 : Arresting Gena de Hannah Weyer : Femme droguée
- 1997 : In and Out (In & Out) de Frank Oz : Cousine Linda
- 1997 : Scream 2 de Wes Craven (voix) (non créditée)
- 1998 : Girl (en) de Jonathan Kahn
- 1998 : Big Party (Can't Hardly Wait) de Harry Elfont et Deborah Kaplan
- 1998 : Debutante de Mollie Jones (court-métrage)
- 1999 : Sexe Intentions de Roger Kumble : Cecile Caldwell
- 2000 : In Love (Down to You) de Kris Isacsson : Cyrus
- 2001 : Storytelling de Todd Solondz : Vi
- 2001 : Kill Me Later de Dana Lustig : Shawn Holloway
- 2001 : La Revanche d'une blonde (Legally Blonde) de Robert Luketic : Vivian Thelma Kensington
- 2002 : Highway de James Cox : Cassie
- 2002 : Allumeuses ! (The Sweetest Thing) de Roger Kumble : Jane Burns
- 2003 : Ivresse et Conséquences (A Guy Thing) de Chris Koch : Karen Cooper
- 2004 : Hellboy de Guillermo del Toro : Liz Sherman
- 2004 : A Dirty Shame de John Waters : Caprice Stickles / Ursula Udders
- 2004 : En bonne compagnie (In Good Company) de Paul Weitz : Kimberly
- 2005 : Pretty Persuasion de Marcos Siega : Grace Anderson
- 2005 : The Deal de Harvey Kahn : Abbey Gallagher
- 2005 : The Big Empty de Lisa Chang et Newton Thomas Sigel (court-métrage) : Alice
- 2005 : Fog de Rupert Wainwright : Stevie Wayne
- 2006 : The Alibi de Matt Checkowski et Kurt Mattila : Adelle
- 2007 : Purple Violets de Edward Burns : Patti Petalson
- 2007 : Enquête rapprochée (My Mom's New Boyfriend) : Emily Lott
- 2007 : Festin d'amour (Feast of Love) de Robert Benton : Kathryn Smith
- 2008 : The poker house de Lori Petty : Sarah
- 2008 : Hellboy 2 : Les Légions d'or maudites (Hellboy II: The Golden Army) de Guillermo del Toro : Liz Sherman
- 2011 : Dark Horse de Todd Solondz : Miranda
- 2011 : The Family Tree de Vivi Friedman : Ms. Delbo
- 2012 : Columbus Circle de George Gallo : Abigail Clayton
- 2012 : In Their Skin de Jeremy Power Regimbal : Mary Hughes
- 2016 : Mothers and Daughters de Paul Duddridge, Nigel Levy : Rigby
- 2016 : Ordinary World de Lee Kirk : Karen Miller
- 2017 : Mom and Dad de Brian Taylor : Kendall Ryan
- 2019 : After : Chapitre 1 de Jenny Gage : Carol Young
- 2020 : After : Chapitre 2 de Roger Kumble : Carol Young

### Télévision
- 1999 : Zoé, Duncan, Jack et Jane, de Daniel Paige et Sue Paige
- 1999 : Xena, la guerrière de Robert Tapert et John Schulian
- 2002 : Friends de Marta Kauffman et David Crane
- 2008-2009: Kath et Kim de Michelle Nader
- 2010-2012 : Web Therapy de Lisa Kudrow, Don Roos et Dan Bucatinsky
- 2012-2014 : Anger Management de Bruce Helford : Dr Kate Wales
- 2016 : American Crime Story : The People v. O.J. Simpson de Scott Alexander et Larry Karaszewski : Kris Jenner
- 2018 : Perdus dans l'espace de Zack Estrin et Burk Sharpless : Jessica Harris
- 2018 : Heathers de Jason Micallef : Jade Duke
- 2019 : Another Life : Harper Glass

### Doublage
- 2006 : Hellboy : Le Sabre des tempêtes
- 2007 : Hellboy : De sang et de fer
- 2004 : Hellboy: The Science of Evil (jeu vidéo)
- 2013 : Out There

## Voix françaises
En France, Céline Mauge, Caroline Lallau et Laura Préjean sont les voix françaises régulières en alternance de Selma Blair.
Au Québec, Valérie Gagné et Catherine Proulx-Lemay sont les voix québécoises régulières de l'actrice
En France
| - Céline Mauge dans : - La Revanche d'une blonde - En bonne compagnie - The Alibi - Purple Violets - Caroline Lallau dans : - Hellboy - Hellboy : Le Sabre des tempêtes - Hellboy : De sang et de fer - Hellboy 2 : Les Légions d'or maudites - Laura Préjean dans (les séries télévisées) : - Zoé, Duncan, Jack et Jane - Anger Management - American Crime Story - Heathers - Another Life | et aussi - Marianne Leroux dans : Xena, la guerrière (série télévisée) - Morgane Lombard dans Sexe Intentions - Clara Borras dans Friends (série télévisée) - Julie Dumas dans : Ivresse et Conséquences - Véronique Desmadryl dans The Fog - Aurélia Bruno dans Kath & Kim (série télévisée) |

Au Québec
| - Valérie Gagné dans : - La Fille de mes rêves - Blonde et légale - Déroute - Typiquement masculin - Hellboy - Hellboy 2 : L'Armée d'or - Catherine Proulx-Lemay dans : - En bonne compagnie - Le Brouillard - Festin d'amour - L'amant de ma mère - After : La Rencontre | et aussi - Céline Furi dans Un Pari cruel |

## Distinctions

### Récompenses
- 2000 : MTV Movie & TV Awards du meilleur baiser pour Sexe Intentions (1999) partagée avec Sarah Michelle Gellar.
- 2000 : Young Hollywood Awards de la meilleure révélation féminine pour Sexe Intentions (1999).
- Young Hollywood Awards 2002 : Lauréate du Prix Nouvelle Génération pour sa carrière.

### Nominations
- 2000 : MTV Movie & TV Awards de la meilleure révélation féminine pour Sexe Intentions (1999).